# Чемпіонат Європи з футболу 2004 (склади команд)/Болгарія

## Складзбірної Болгаріїначемпіонаті Європи 2004
| №               | Гравець           | Клуб (у 2004)       | Дата народження | Вік      | Ігор                        | Голів                       |                             |
| Воротарі        | Воротарі          | Воротарі            | Воротарі        | Воротарі | Воротарі                    | Воротарі                    | Воротарі                    |
| --------------- | ----------------- | ------------------- | --------------- | -------- | --------------------------- | --------------------------- | --------------------------- |
| 1               | Здравко Здравков  | Літекс              | 4 жовтня 1970   | 33       |                             |                             |                             |
| 12              | Стоян Колев       | ЦСКА (Софія)        | 3 лютого 1976   | 28       |                             |                             |                             |
| 23              | Димитар Іванков   | Левскі              | 30 жовтня 1975  | 28       |                             |                             |                             |
| Нападники       |                   |                     |                 |          |                             |                             |                             |
| 9               | Дімітар Бербатов  | Байєр (Леверкузен)  | 30 січня 1981   | 23       |                             |                             |                             |
| 11              | Здравко Лазаров   | Газіантепспор       | 31 серпня 1980  | 23       |                             |                             |                             |
| 14              | Георгі Чиліков    | Левскі              | 23 серпня 1978  | 25       |                             |                             |                             |
| 16              | Владімір Манчев   | Лілль               | 6 жовтня 1977   | 26       |                             |                             |                             |
| 20              | Валері Божинов    | Лечче               | 15 лютого 1986  | 18       |                             |                             |                             |
| 21              | Зоран Янкович     | Далянь Шиде         | 8 лютого 1974   | 30       |                             |                             |                             |
| Півзахисники    |                   |                     |                 |          |                             |                             |                             |
| 7               | Даніель Боріміров | Левскі              | 15 січня 1970   | 34       |                             |                             |                             |
| 8               | Мілен Петков      | АЕК (Афіни)         | 12 січня 1974   | 30       |                             |                             |                             |
| 10              | Велізар Дімітров  | ЦСКА (Софія)        | 13 квітня 1979  | 25       |                             |                             |                             |
| 13              | Георгі Пеєв       | Динамо (Київ)       | 11 березня 1979 | 25       |                             |                             |                             |
| 15              | Маріян Христов    | Кайзерслаутерн      | 29 березня 1973 | 31       |                             |                             |                             |
| 17              | Мартін Петров     | Вольфсбург          | 15 січня 1979   | 25       |                             |                             |                             |
| 19              | Стіліян Петров    | Селтік              | 5 липня 1979    | 24       |                             |                             |                             |
| Захисники       |                   |                     |                 |          |                             |                             |                             |
| 2               | Владимир Іванов   | Локомотив (Пловдів) | 6 лютого 1973   | 31       |                             |                             |                             |
| 3               | Росен Кірілов     | Літекс              | 4 січня 1973    | 31       |                             |                             |                             |
| 4               | Івайло Петков     | Фенербахче          | 7 грудня 1975   | 28       |                             |                             |                             |
| 5               | Златомир Загорчич | Літекс              | 15 червня 1971  | 32       |                             |                             |                             |
| 6               | Кирил Котев       | Локомотив (Пловдів) | 18 квітня 1982  | 22       |                             |                             |                             |
| 18              | Предраг Пажин     | Шахтар (Донецьк)    | 14 березня 1973 | 31       |                             |                             |                             |
| 22              | Іліян Стоянов     | Левскі              | 20 січня 1977   | 27       |                             |                             |                             |
| Головний тренер |                   |                     |                 |          |                             |                             |                             |
| Болгарія        | Пламен Марков     |                     | 11 вересня 1957 | 46       | Середній вік гравців: 27,86 | Середній вік гравців: 27,86 | Середній вік гравців: 27,86 |
|                 |                   |                     |                 |          |                             |                             |                             |

| Гравців національного чемпіонату: | Гравців національного чемпіонату:         | 11   |
|                                   | Левскі                                    | 4    |
|                                   | Літекс                                    | 3    |
|                                   | Локомотив (Пловдів), ЦСКА (Софія)         | по 2 |
| Легіонерів:                       | Легіонерів:                               | 12   |
|                                   | Німеччина                                 | 3    |
|                                   | Туреччина, Україна                        | по 2 |
|                                   | Греція, Італія, Китай, Франція, Шотландія | по 1 |